# بنای چشمه علی (دامغان)
بنای تاریخی چشمه علی مربوط به دورهٔ تیموری، صفوی و قاجاری است و در شهرستان دامغان، چشمه علی واقع شده و این اثر در تاریخ ۲۵ اردیبهشت ۱۳۴۸ با شمارهٔ ثبت ۸۳۰ به‌عنوان یکی از آثار ملی ایران به ثبت رسیده‌است.